# 妮可 (洛林)
妮可（1608年10月3日—1657年2月2日），洛林及巴爾女公爵（1624年—1625年在位），1625年至1634年期間擔任洛林公爵夫人。妮可出生於南錫，是洛林及巴爾公爵亨利二世和瑪格麗塔·貢扎加的女兒。

## 早年
由於沒有兒子，瑪格麗塔和亨利試圖為他們的大女兒妮可爭取洛林和巴爾公國的繼承權。父親因為沒有兒子，想把洛林公國留給妮可，但是前洛林公爵勒內二世的一份所謂的遺囑明確指出，該公國不能繞過男性血統。然而，亨利二世的弟弟，妮可的叔叔沃代蒙伯爵法蘭索瓦，聲稱薩利克法適用於洛林，拒絕妮可的繼承權利 。在與男性繼承人談判後，妮可於1621年5月23日與沃代蒙伯爵法蘭索瓦的長子查理結婚。他們二人並沒有子嗣。

## 洛林女公爵
妮可的父親亨利二世於1624年7月31日去世。她因此在母親的支持下成為洛林公爵夫人。
1625年11月，妮可的權利受到她的叔叔兼岳父弗朗索瓦·德·吉斯以及她的堂弟丈夫的挑戰。他們根據勒內二世的「遺囑」提出了自己的主張，聲稱擁有公國。
她的母親瑪格麗塔·貢扎加前往巴黎的法國王室，成功請求法國國王路易十三派出一支法國軍隊來支持她女兒的成為洛林女公爵的權利。然而，當路易十三派遣路易·德·馬里拉克率領的軍隊前往公國時，弗朗索瓦·德·吉斯設法贏得害怕法國的洛林公國總督的支持，並於11月21日宣布法蘭索瓦為公爵。1625年，廢黜妮可；五天后，他退位給他的兒子，即洛林公爵查理四世 。後者成功地剝奪了妻子的權力，並憑藉自己的權利成為了公爵。
事件發生後，法國撤回對瑪格麗塔·貢扎加和妮可的軍事支持；瑪格麗塔·貢扎加多次試圖爭取法國對她女兒的支持，但法國不願進一步參與，儘管它確實在口頭上給予瑪格麗塔支持。

## 洛林語公爵夫人
1627年12月，妮可的舅舅溫琴佐二世·貢扎加去世，曼切華公爵爵位繼承問題爆發戰爭。妮可的母親瑪格麗塔·貢扎加將自己的權利強加於蒙費拉托公國，與曼切華公國不同的是，蒙費拉托公國可以由女性繼承。一種理論是，她想從母親那裡給女兒妮可一個領地，因為她被剝奪父親的領地。然而，瑪格麗塔的主張未能獲得任何支持，特別是因為她最親密的盟友法國支持尼維爾公爵查理。在1630年10月的《雷根斯堡條約》中，她有主張（違背她的意願）提出索賠而獲得賠償。
妮可因王朝利益而結婚，隨著1625年發生的事件，妮可和她丈夫之間的隔閡越來越大。1631年，瑪格麗塔·貢扎加為她的女兒妮可辯護，當時她的女婿試圖與妮可離婚，並指責主持他們婚姻的牧師Melchior de La Vallee舉行的巫術儀式。這種不公義並沒有得到教會的證實，查理四世與妮可的婚姻仍然有效。
1635年，查理趁機擺脫妻子的權力，以他在結婚時沒有自由選擇為藉口，但沒有說服教皇廢除這段婚姻。
妮可與丈夫分居，定居巴黎，在那裡她得到法國王室的支持。 她的丈夫於1637年與貝亞特麗絲·德·屈桑斯再婚，儘管他仍與妮可保持著婚姻關係，並因此於1642年被逐出教會。妮可在巴黎繼續呼籲承認她的婚姻以及她對洛林的權利。她成功地讓自己的婚姻得到法律承認，但從未獲得恢復洛林統治者地位的支持。1654年，她分居的丈夫被西班牙人俘虜，洛林公國也被西班牙佔領。妮可在巴黎為確保丈夫獲釋並恢復洛林統治者身份進行談判，但沒有成功。妮可於1657年在巴黎去世。